# Ney Matogrosso
Ney Matogrosso, nom de scène de Ney de Souza Pereira, né à Bela Vista en 1941, est un chanteur, danseur et acteur brésilien.
Ancien membre de Secos & Molhados (1973-1974), il fut l' artiste qui se démarqua le plus du groupe après avoir commencé sa carrière solo avec l'album Água do Céu - Pássaro (1975) et avec ses performances ultérieures.
Il est considéré par le magazine Rolling Stone comme la troisième plus grande voix brésilienne de tous les temps et, par le même magazine, le trente et unième plus grand artiste brésilien de tous les temps. 
Bien qu'il ait commencé relativement tard, il a commencé par interpréter les chansons d'autres compositeurs du pays, tels que Chico Buarque , Cartola , Rita Lee , Tom Jobim , à partir des chansons poétiques et des genres hybrides de Secos e Molhados , construisant un répertoire qui se distingue par sa qualité et sa polyvalence. En 1983, il terminait sa dixième année de carrière et comptait déjà deux disques de platine et deux disques d'or , notamment grâce à l'énorme retentissement de la chanson "Homem com H" de 1981. 
En tant que technicien d'éclairage, il a supervisé toute la production de la région pour ses propres spectacles. Il faut également souligner son travail sur l'éclairage et la sélection du répertoire dans le spectacle Ideologia (1988) de Cazuza et dans le spectacle Paratodos (1993) de Chico Buarque ,  auquel il déclare : « Je veux que les lumières provoquent des sensations chez les gens ».  Matogrosso a également joué récemment au cinéma : il a fait ses débuts en 2008 dans le court métrage Depois de Tudo , réalisé par Rafael Saar , et dans le film de 2009 Luz das Trevas , réalisé par Helena Ignez . 
Son maquillage de scène et ses vêtements exotiques sont considérés, depuis les années 1970, comme ayant provoqué un certain changement dans les concepts de comportement masculin approprié au Brésil.  Selon Violeta Weinschelbaum, « le magnétisme de sa silhouette, l'attraction résolument sexuelle que Ney Matogrosso produit sur scène est quelque chose d'inimaginable».  La biographe Denise Pires Vaz écrit également : « Parmi les chanteurs brésiliens, Ney Matogrosso est l'un des rares, sinon le seul, à pouvoir mériter le titre de showman. »

## Discographie
Albums studio
- 1975 : Água do Céu-Pássaro
- 1976 : Bandido
- 1977 : Pecado
- 1978 : Feitiço
- 1979 : Seu Tipo (inclus Encantado, adaptation en portugais de Nature Boy)
- 1980 : Sujeito Estranho
- 1981 : Ney Matogrosso
- 1982 : Matogrosso
- 1983 : …Pois é
- 1984 : Destino de Aventureiro
- 1986 : Bugre
- 1988 : Quem Não Vive Tem Medo da Morte
- 1993 : As Aparências Enganam (avec Aquarela Carioca)
- 1994 : Estava Escrito
- 1996 : Um Brasileiro
- 1997 : O Cair da Tarde
- 1999 : Olhos de Farol
- 2001 : Batuque
- 2002 : Ney Matogrosso Interpreta Cartola
- 2004 : Vagabundo (avec Pedro Luís et Parede)
- 2009 : Beijo Bandido